# Geldolf van der Noot
Geldolf van der Noot (Brussel, 17 november 1414 – 14 september 1492) was een magistraat en kanselier van Brabant.

## Leven
Hij behaalde een licentiaat in de rechten en werd onder Filips de Goede op 9 september 1451 de negende raadsheer in de Raad van Brabant. Twee jaar later werd hij geridderd.
Maria van Bourgondië benoemde hem op 26 maart 1477 tot raadsheer-rekwestmeester in de Grote Raad van Mechelen, maar na een drietal maanden stoomde hij al door naar het kanselierschap van Brabant. Deze aanstelling werd op 14 januari 1478 bevestigd door Maximiliaan van Oostenrijk.
Wegens ziekte nam Van der Noot op 12 oktober 1481 ontslag, maar hij bleef met hetzelfde loon in dienst als plaatsvervanger van de nieuwe kanselier Jan de la Bouverie. Uiteindelijk zou hij tot zijn dood op gevorderde leeftijd zetelen in de Raad van Brabant. Hij werd begraven in de Sint-Goedelekerk.

## Familie
Hij was een zoon van Wouter III van der Noot en diens tweede vrouw Jutte Collays. Hij trouwde in 1449 met Petronella Gomer uit Rijsel en had met haar drie kinderen, onder wie Peter († 1510) en Huibrecht († 1509), die allebei warandmeester werden.
Zijn kleinzoon Adolf en zijn achterneef Jeroom waren ook kanseliers.